# Выемки для теста

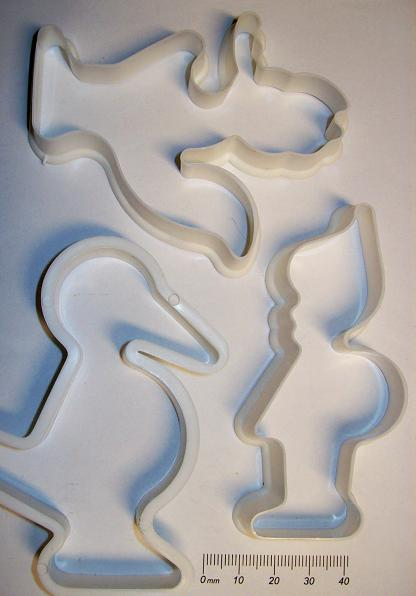
Выемки для теста из полипропилена

Валик-тесторезка

Выемки для теста — кухонные приспособления при приготовлении фигурного печенья для вырезания путём выдавливания различных фигур (кружков, многоугольников, звёздочек и др.) на раскатанном тесте. Выемки из теста раньше обычно изготавливали из полосок белой жести или листового алюминия шириной 1,5—2 см, замкнутый контур которых образует фигурные ножи. Современные выемки для теста выпускаются также из полипропилена. Металлические выемки дают более ровный срез, чем пластиковые. Выемки для теста поступают в продажу обычно наборами в 4—10 штук разной формы. В отсутствие форм-выемок кондитеры рекомендуют пользоваться для вырезания печенья круглой формы стаканами различного диаметра.
Для фигурного вырезания раскатанного теста существуют также вращающиеся двулопастные ножи-тесторезки, которые при прокатке по тесту дают одну определённую фигуру, а также валики-тесторезки, которые при прокатке за один проход дают 5—8 различных фигур.